# مصفوفة كوشي

في الرياضيات، مصفوفة كوشي (بالإنجليزية: Cauchy matrix)‏ هي مصفوفة بعدها يساوي m×n حيث مداخلها aij تأخذ الشكل التالي:
{\displaystyle a_{ij}={\frac {1}{x_{i}-y_{j}}};\quad x_{i}-y_{j}\neq 0,\quad 1\leq i\leq m,\quad 1\leq j\leq n}
سميت هذه المصفوفة هكذا نسبة إلى عالم الرياضيات الفرنسي أوغستين لوي كوشي.